# Рефіїк Кадир
Рефіїк Кадир (крим. Refiyîk Kadír) — кримськотатарський офіцер, народжений у Добруджі, якого вважали героєм Румунської армії. Він був дядьком Ахмета Нурмамбета, батька відомої співачки традиційної народної пісні Кадріє Нурмамбет.

## Життєпис
Рефіїк народився 1878 року в Констанці. Він навчався у турецькій початковій школі в Констанці, а потім продовжив військову кар'єру у військовій середній школі в Яссах. Після закінчення навчання він вступив на військову службу в званні поручника (другого лейтенанта) та піднявся кар'єрними сходами до звання полковника.
Рефіїк воював у Першій світовій війні та потрапив у полон. Після війни його звільнили, і він служив у гарнізонах Чернівців та Кишинева. Пізніше він повернувся до Добруджі, обіймаючи командні посади в 40-му піхотному полку «Келугерень», гарнізон якого розташовувався в Базаргичі. Він був освіченою, доброзичливою та щедрою людиною. Був близьким другом сенатора сенатора Селіма Абдулакима та Ніколае Йорги.
Кадир помер 20 грудня 1929 року. Він спочиває на військовому кладовищі героїв Базаргича.